# Centrale osmotique d'Hurum
La Centrale osmotique d'Hurum est le premier prototype de centrale osmotique au monde. Elle a été construite par Statkraft à Tofte, dans la commune d'Hurum en Norvège. Elle fut inaugurée par la princesse héritière de Norvège Mette-Marit le 24 novembre 2009. La centrale n'était qu'un prototype et n'avait une puissance que de 2 à 4 kW. Statskraft planifiait la création d'un prototype de plus grande envergure dans la commune de Sunndal mais devant le peu de développements internationaux dans le domaine, il décida d'y renoncer en 2013 et d'abandonner tout développement de cette nouvelle forme d'énergie.

## Principe
Il est théoriquement possible d'extraire de l'énergie au voisinage des estuaires (où l'eau douce des cours d'eau se mélange avec l'eau salée de la mer), en exploitant le phénomène d'osmose : si de l’eau douce et de l’eau salée sont séparées par une membrane semi-perméable, l’eau douce migre à travers la membrane.
Si le réservoir contenant l’eau salée est à une pression supérieure à celle de l’eau douce, l’eau douce migre vers l’eau salée tant que la différence de pression n’excède pas une valeur limite (limite théorique avec l'eau de mer : 2,7 MPa, soit 27 bars) ; la surpression ainsi créée peut être utilisée pour actionner une turbine. Dans la pratique, on envisage d'opérer avec une surpression de 1 MPa (10 bars) ; un débit d’eau douce de 1 m3/s générerait alors 1 MW.
Une autre possibilité consiste à utiliser des membranes qui ne laissent passer qu'un type d'ions (positifs ou négatifs) : on peut alors produire directement de l'électricité.
L'impact sur l'environnement est en principe nul, puisque le mélange se serait fait naturellement.
Dans l’état actuel de la technologie, la surface de membrane nécessaire est de 200 000 à 250 000 m2 par mégawatt ; la réalisation de ces membranes est une des difficultés pour le développement de cette technique.